# Ehemalige Schule (Laufdorf)

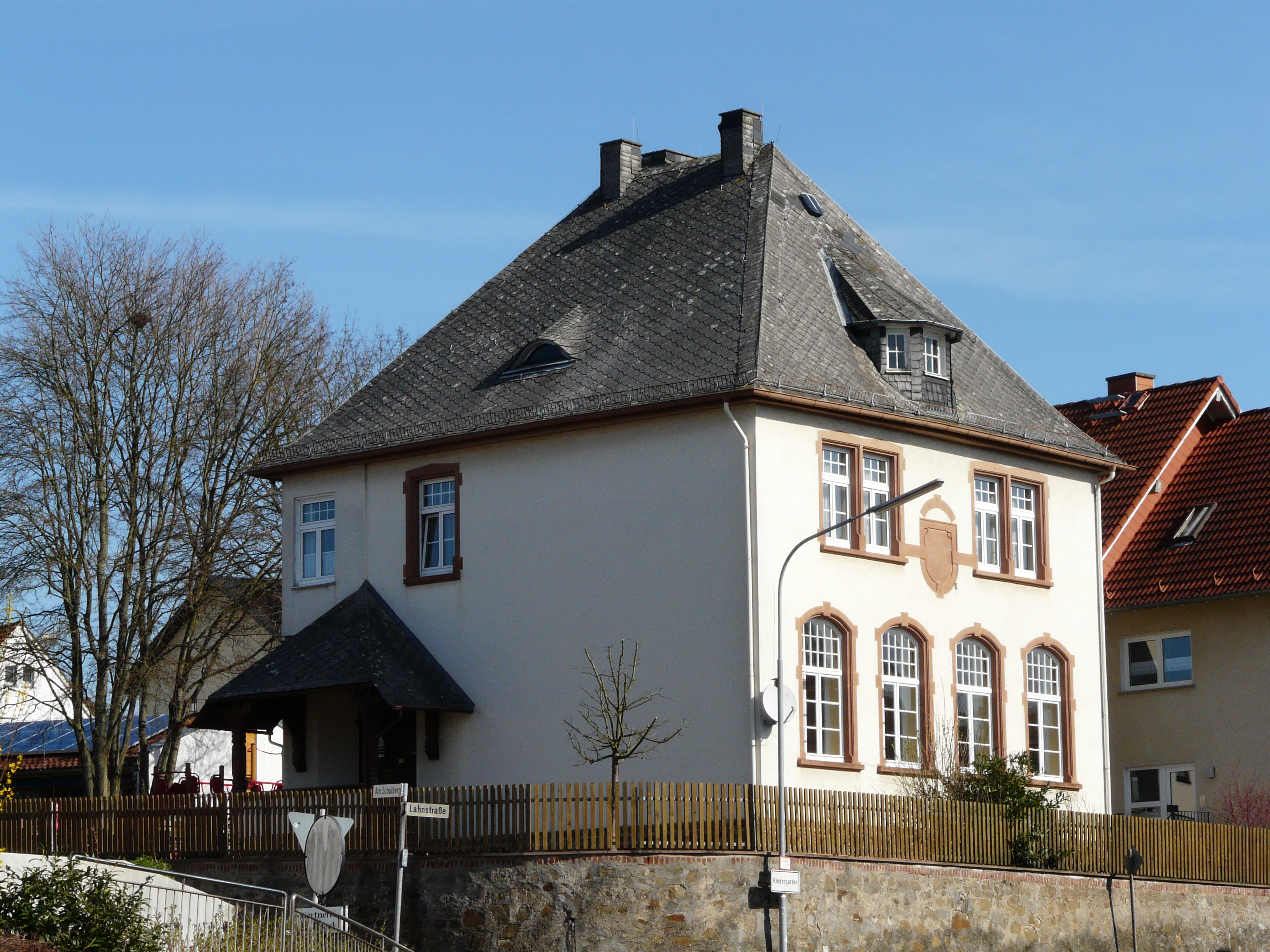
Gebäude der ehemaligen Schule in Laufdorf

Die Ehemalige Schule in Laufdorf ist ein denkmalgeschütztes Bauwerk in der Gemeinde Schöffengrund im Lahn-Dill-Kreis in Mittelhessen. Sie befindet sich am Beginn der Lahnstraße und der Straße Am Schulberg am Rand des historischen Ortskerns, unweit von der südlich gelegenen evangelischen Kirche.

## Beschreibung
Das Gebäude der ehemaligen Schule ist ein zweigeschossiger Bau mit einem Walmdach und einem halbrunden aus Holz errichtetem Treppenhausvorbau. Es ist das vierte und letzte vollständig erhaltene Schulgebäude in Laufdorf das im Jahr 1908 errichtet wurde. Sein Standort wirkt geprägt durch das von der Lahnstraße in nördlicher Richtung ansteigende Gelände. Aufgrund dieser örtlichen Begebenheit erhielt die Straße Am Schulberg ihre Bezeichnung und die ehemalige Schule wurde zurückversetzt von den beiden Straßen in leicht erhöhter Lage errichtet. Auffällig sind die großen Erdgeschossfenster und das gerahmte Inschriftenfeld mit dem Erbauungsjahr 1908 und dem Motto der ehemaligen Schule im ersten Obergeschoss an der Hauptseite.
Bis zu vier Schuljahrgänge wurden im großen Klassenraum im Erdgeschoss von einem Lehrer gleichzeitig unterrichtet. Im Jahr 1944 wurde die gesamte Carl-von-Weinberg-Schule (der Schulname war ab dem Jahr 1937 aufgrund einer Verfügung der NSDAP-Ortsgruppe in Schwanheim, auf Schwanheimer Mittelschule angepasst) aus Frankfurt-Schwanheim wegen dauernder Bombenangriffe vorsorglich in die ehemalige Schule nach Laufdorf evakuiert. Diese Vorsichtsmaßnahme wurde bis zum Herbst 1945 aufrechterhalten.
Im ersten Stock des Gebäudes war eine Lehrerwohnung eingerichtet, die bis zur Schließung der Schule im Jahr 1966 bewohnt wurde.

### Kulturdenkmal
Die ehemalige Schule in der Lahnstraße 1 in Laufdorf ist im Denkmalverzeichnis des Landesamts für Denkmalpflege Hessen als Kulturdenkmal aus geschichtlichen und städtebaulichen Gründen eingetragen.